# Francisca Praguer Fróes
Francisca Praguer Fróes (Cachoeira, estat de Bahia, 21 d'octubre de 1872 – Rio de Janeiro, 1931) fou una metgessa, activista feminista brasilera, una prodigiosa pionera en les àrees on actuà: de les primeres dones formades en medicina, i també en la defensa dels drets humans femenins.

## Biografia
El seu nom de soltera era Francisca Barreto Praguer. Era filla de Francisca Rosa Barreto Praguer (1836 - 1906), que també fou una precursora del feminisme a Bahia al s. XIX, escrivint en articles de diaris, cartes i poesies; i d'Henrique Praguer, immigrant croat.
La ciutat de Cachoeira tingué un paper important en la història de l'estat, des de la Guerra d'Independència, quan s'hi instal·là el "govern provisori".
Francisca es matriculà als setze anys (1888) en la Facultat de Medicina de Bahia, i s'hi graduà al 1893.
Praguer Fróes participà intensament en els debats mèdics i polítics sobre les dones i el seu paper en la societat.
Es casa, al 1899, amb João Américo Garcez Fróes, excompany de la facultat, que venia d'una família tradicional, amb qui va tenir dos fills. Va morir a Rio de Janeiro, llavors la capital del país, mentre era en el II Congrés Internacional Feminista.

## Medicina i activisme
Al 1895, començà a publicar articles científics en la Gazeta Médica da Bahia. Hi feu el relat d'un cas clínic d'embaràs ectòpic, ja que era especialista en ginecologia i obstetrícia.
Al 1931, fou designada presidenta de la Unió Universitària Femenina, entitat vinculada a la Federació Baiana per al Progrés Femení que, al seu torn, era afiliada a l'entitat creada, al 1922, per la biòloga i militant feminista Bertha Lutz.
Advocà pel divorci, tal vegada una de les primeres a fer-ho obertament, en un article que signa al 1917, a més de preocupar-se per les qüestions de la salut típicament femenines.

## Algunes publicacions
- f.p. Fróes, 1923. Prophylaxia matrimonial. Bahia: Imprensa Official do Estado. p. 9
- -------------, a.b. a.b. Praguer, organitzador. 1919. Livro Posthumo. In memoriam. Bahia: Imprensa Official do Estado

## Homenatges

### Epònims
- Carrer Dra. Praguer Fróes, a la capital baiana (barri de Barra)

### Poesia d'Euclides da Cunha
Li fou dedicat per Euclides da Cunha, cèlebre autor d'Os Sertôes, el 14 d'octubre de 1897, un sonet (de domini públic), escrit en l'àlbum diari de la metgessa de Bahia:
Qui ve de la regió de la por
d'on jo vinc, revisant en la ment
moltes escenes del drama colpidor
de la guerra despietada i aterridora
no pot tenir una estrofa sonora
o un cant o ditirambe ardent
que puga figurar dignament
en el vostre gentil àlbum, estimada.
I quan, amb gentil cortesia,
em deixares aquesta pàgina, la noblesa
de la vostra ànima us enganyà:
no preveiéreu que, qui més tard
llegira aquest full, preguntaria:
"Qui és l'autor
d'uns versos tan contrafets
i tristos?"